# PhpStorm
PhpStorm — коммерческая кросс-платформенная интегрированная среда разработки для PHP. Разрабатывается компанией JetBrains на основе платформы IntelliJ IDEA.
PhpStorm представляет собой интеллектуальный
редактор для PHP, HTML и JavaScript с возможностями анализа кода на лету, предотвращения ошибок в коде и автоматизированными средствами рефакторинга для PHP и JavaScript. Автодополнение кода в PhpStorm поддерживает спецификацию PHP 5.3, 5.4, 5.5, 5.6, 7.0, 7.1, 7.2, 7.4 и 8.0. Имеется полноценный SQL-редактор с возможностью редактирования полученных результатов запросов.
PhpStorm разработан на основе платформы IntelliJ IDEA, написанной на Java. Пользователи могут расширить функциональность среды разработки за счет установки плагинов, разработанных для платформы IntelliJ, или написав собственные плагины.
Вся функциональность WebStorm включена в PhpStorm.

## Основные возможности

### Редактор кода PHP
PhpStorm предоставляет богатый и интеллектуальный редактор кода для PHP с подсветкой кода, расширенной конфигурацией форматирования кода, проверкой на наличие ошибок на лету и умным автодополнением.
- Поддержка PHP 5.3, 5.4, 5.5, 5.6, 7.0, 7.1, 7.2, 7.4 и 8.0, включая генераторы, сопрограммы, пространства имен, замыкания, типажи, синтаксис коротких массивов, доступ к члену класса при инстанциировании, разыменование массива при вызове функции, бинарные литералы, выражения в статичных вызовах и т. д. PhpStorm может использоваться как для современных, так и для традиционных проектов на PHP.
- Автодополнение кода финализирует классы, методы, имена переменных, ключевые слова PHP, а также широко используемые имена полей и переменных в зависимости от их типа.
- Поддержка стандартов оформления кода (PSR1/PSR12, Drupal, Symfony2, Zend).
- Поддержка PHPDoc. PhpStorm предоставляет соответствующее автодополнение кода, основанное на аннотациях @property, @method и @var.
- Детектор дублируемого кода.
- PHP Code Sniffer (phpcs), проверяющий код на лету.
- Рефакторинги (Переименование, Введение переменной/константы/поля, Встраивание переменной).
- Поддержка редактирования шаблонов Smarty (подсвечивание синтаксических ошибок, автодополнение функций и атрибутов Smarty, автоматическая вставка парных скобок, кавычек и закрывающих тегов и др.).
- MVC представление для Symfony2 и Yii фреймворков.
- Распознавание кода, запакованного в PHAR-архивы.

### Среда разработки
- Поддержка SQL и баз данных (Рефакторинг схемы базы данных, генерация скриптов миграции схемы, экспорт результатов выполнения запроса в файл или буфер обмена, редактирование хранимых процедур и многое другое).
- Удаленное развертывание приложений и автоматическая синхронизация с использованием FTP, SFTP, FTPS и др. протоколов.
- Интеграция с системами управления версиями (Git — включая специальную функциональность для работы с GitHub, Subversion, Mercurial, Perforce, CVS, TFS), позволяющая совершать многие действия, например commit, merge, diff и другие, прямо из PhpStorm.
- Локальная история (Local History) (локально отслеживает любые изменения в коде).
- PHP UML (Диаграммы классов UML для PHP кода с рефакторингами, вызываемыми прямо из диаграммы).
- Поддержка Phing (предоставляет автодополнение, проверку стандартных тегов, свойств, имен целей, значений атрибутов пути в компоновочных файлах (build files).
- Интеграция с баг-трекерами.
- Поддержка Docker, Vagrant, SSH консоли и удаленных инструментов
- Поддержка Google App Engine for PHP
- Использование различных сочетаний клавиш для повышения эффективности.

### Отладка и тестирование
- Легко конфигурируемый визуальный отладчик (Xdebug, Zend Debugger) для проверки соответствующих контексту локальных переменных и заданных пользователем объектов слежения, в том числе массивов и сложных объектов, а также редактирования значений на лету.
- Интеграция с профилировщиком: скрипты можно профилировать прямо из PhpStorm с помощью Xdebug или Zend Debugger. Доступен агрегированный отчет; пользователь может перейти от статистики исполнения прямо к функции в PHP коде.
- Интеграция с фреймворком модульного тестирования PHPUnit (тесты PHPUnit можно разрабатывать в PhpStorm и сразу запускать из каталога, файла или класса с помощью контекстного меню) с покрытием кода.

### Работа с JavaScript, CSS и HTML
Все функциональные возможности, доступные в WebStorm, включены в PhpStorm. Основные возможности:
- Автодополнение кода для JavaScript, HTML и CSS (для тегов, ключевых слов, меток, переменных, параметров и функций).
- Поддержка HTML5.
- Live Edit: изменения в коде можно мгновенно просмотреть в браузере без перезагрузки страницы.
- Поддержка CSS/SASS/SCSS/LESS (автодополнение кода, подсветка ошибок, валидация и т. д.).
- Emmet.
- Навигация по коду и поиск использований (перейти к объявлению/идентификатору, найти использования)
- Поддержка ECMAScript Harmony.
- Рефакторинги для JavaScript (переименование, выделение переменной/функции, встраивание переменной/функции, перемещение/копирование, безопасное удаление, извлечение встроенного скрипта в отдельный файл).
- Отладчик JavaScript, а также интеграция с фреймворками модульного тестирования JavaScript.

### Поддержка PHP в IntelliJ IDEA
JetBrains также предоставляет другую, более мощную интегрированную среду разработки — IntelliJ IDEA, в которой возможности PhpStorm можно обеспечить с помощью плагинов.

## Лицензирование и обновление
Лицензия на продукт постоянная и включает один год бесплатных обновлений (с даты покупки), в том числе переход с текущей мажорной версии на новую.
Доступные виды лицензий:
- Персональная лицензия (платная, для индивидуальных разработчиков)
- Коммерческая лицензия (платная, для компаний и организаций)
- Академическая лицензия (бесплатная, для студентов и преподавателей)
- Лицензия для образовательных учреждений (бесплатная)
- Лицензия для проектов с открытым исходным кодом (бесплатная)